# Rogagua-See
Der Rogagua-See (Laguna oder Lago Rogagua) ist ein Süßwassersee in der Pampa-Region des nördlichen Bolivien.

## Lage
Der See liegt im Zentrum der Provinz Ballivián im Departamento Beni. Der Rogagua-See liegt auf einer Höhe von 173 m, 45 Kilometer nordöstlich der Provinzhauptstadt Reyes und 20 Kilometer nordwestlich der Stadt Santa Rosa.

## Größe
Der See erstreckt sich von Südwesten nach Nordosten über eine Länge von 21 Kilometer und hat eine Breite von 9 Kilometern. Seine Uferlinie beträgt 52 Kilometer, und die Wasseroberfläche beträgt 155 km², so dass der See zu den größten in Bolivien zählt.

## Bedeutung
Der Rogagua-See ist ein wichtiges Süßwasser-Reservoir für die Menschen der Region und für die dort angesiedelte Tierwelt. Darüber hinaus finden für Touristen regelmäßige Touren zu dem See von der Stadt Rurrenabaque im Südwesten statt.